# Berberis multicaulis
Berberis multicaulis är en berberisväxtart som beskrevs av T.S. Ying. Berberis multicaulis ingår i släktet berberisar, och familjen berberisväxter. Inga underarter finns listade i Catalogue of Life.